# Liste der Kulturdenkmale in Bröhsen
In der Liste der Kulturdenkmale in Bröhsen sind die Kulturdenkmale des Grimmaer Ortsteils Bröhsen verzeichnet, die bis Juli 2024 vom Landesamt für Denkmalpflege Sachsen erfasst wurden (ohne archäologische Kulturdenkmale). Die Anmerkungen sind zu beachten.
Diese Aufzählung ist eine Teilmenge der Liste der Kulturdenkmale in Grimma.

## Bröhsen
| Bild                                    | Bezeichnung                                                                | Lage                              | Datierung                                                                      | Beschreibung | ID       |
| --------------------------------------- | -------------------------------------------------------------------------- | --------------------------------- | ------------------------------------------------------------------------------ | --- | -------- |
| Direkt Bild zu diesem Denkmal hochladen | Zwei Seitengebäude (eines mit Kumthalle) und Scheune eines Vierseithofes   | Golzerner Straße 14 (Karte)       | Bezeichnet mit 1879 (1. Seitengebäude); bezeichnet mit 1894 (2. Seitengebäude) | Zeugnis der bäuerlichen Wirtschaftsweise im 19. Jahrhundert, stattliche Putzbauten mit einfacher Gliederung, seltene dreibogige Kumthalle, bau- und ortsgeschichtlich von Bedeutung. - Seitengebäude mit Kumthalle: zweigeschossiger, verputzter Massivbau (Bruchstein), originale Putzgliederung, dreibogige Kumthalle mit Sandsteinsäulen, Überfangbögen in Ziegelstein, Ziegelsteintraufe, Fenstersohlbänke in Sandstein, Satteldach, Inschrifttafel „H.K. 1879“, im Inneren preußische Kappen - Scheune: verputzter Massivbau, originale Putzgliederung, Überfangbögen in Ziegelstein, Ziegelsteintraufe, Satteldach - zweites Seitengebäude: zweigeschossiger verputzter Massivbau, originale Putzgliederung, Überfangbögen in Ziegelstein, Türgewände in Sandstein (Inschrift „H.K. 1894“), Fenstersohlbänke in Sandstein, Ziegelsteintraufe, Satteldach | 08974546 |
| Direkt Bild zu diesem Denkmal hochladen | Kriegerdenkmal für die Gefallenen des Ersten Weltkrieges                   | Golzerner Straße 14 (vor) (Karte) | Um 1920                                                                        | Von ortshistorischer Bedeutung. Steinerner Block, mit Eichenkranz umwunden, Stahlhelm als Bekrönung, Inschrift „Unseren gefallenen Helden“ und Namen der Toten. | 08974545 |
| Direkt Bild zu diesem Denkmal hochladen | Häuslerhaus                                                                | Zum Schmied 2 (Karte)             | 1. Hälfte 19. Jahrhundert                                                      | Obergeschoss Fachwerk, Zeugnis kleinbäuerlicher Bau- und Lebensweise, sozialgeschichtlich von Bedeutung. Zweigeschossig, Erdgeschoss massiv, Obergeschoss Fachwerk, Giebel verbrettert, Satteldach (Tür und Fenster erneuert). | 08974549 |
| Direkt Bild zu diesem Denkmal hochladen | Wohnstallhaus eines Vierseithofes                                          | Zur Halsbreche 4 (Karte)          | 1871 laut Auskunft                                                             | Stattlicher Putzbau mit einfacher Gliederung, Zeugnis bäuerlicher Bau- und Lebensweise im 19. Jahrhundert, baugeschichtlich von Bedeutung. Zweigeschossiger, verputzter Massivbau, Fenstergewände in Sandstein, Drempelgeschoss, originale Putzgliederung, Ziegelsteintraufe, Satteldach, im Giebel Doppelfenster mit Putzgliederung, auf der Hofseite Türgewände erneuert (in 1960er Jahren) (ursprünglich in Sandstein mit Verdachung). | 08974547 |
| Direkt Bild zu diesem Denkmal hochladen | Zwei Seitengebäude, Scheune, Hofpflaster und Toranlage eines Vierseithofes | Zur Halsbreche 8 (Karte)          | Bezeichnet mit 1810 (Scheune); 1. Hälfte 19. Jahrhundert (Seitengebäude)       | Zeugnis der bäuerlichen Wirtschaftsweise vergangener Zeiten in Fachwerkbauweise, bau- und ortsgeschichtlich von Bedeutung. - zwei Wirtschaftsgebäude: zweigeschossig, Erdgeschoss massiv, Obergeschoss Fachwerk, Holztraufe, Satteldach, ältere Fenster - Scheune: Fachwerk, Satteldach, Inschrift über Tor am Balken „1810“ | 08974548 |

## Tabellenlegende
- Bild: Bild des Kulturdenkmals, ggf. zusätzlich mit einem Link zu weiteren Fotos des Kulturdenkmals im Medienarchiv Wikimedia Commons. Wenn man auf das Kamerasymbol klickt, können Fotos zu Kulturdenkmalen aus dieser Liste hochgeladen werden:
- Bezeichnung: Denkmalgeschützte Objekte und ggf. Bauwerksname des Kulturdenkmals
- Lage: Straßenname und Hausnummer oder Flurstücknummer des Kulturdenkmals. Die Grundsortierung der Liste erfolgt nach dieser Adresse. Der Link (Karte) führt zu verschiedenen Kartendiensten mit der Position des Kulturdenkmals. Fehlt dieser Link, wurden die Koordinaten noch nicht eingetragen. Sind diese bekannt, können sie über ein Tool mit einer Kartenansicht einfach nachgetragen werden. In dieser Kartenansicht sind Kulturdenkmale ohne Koordinaten mit einem roten bzw. orangen Marker dargestellt und können durch Verschieben auf die richtige Position in der Karte mit Koordinaten versehen werden. Kulturdenkmale ohne Bild sind an einem blauen bzw. roten Marker erkennbar.
- Datierung: Baubeginn, Fertigstellung, Datum der Erstnennung oder grobe zeitliche Einordnung entsprechend des Eintrags in der sächsischen Denkmaldatenbank
- Beschreibung: Kurzcharakteristik des Kulturdenkmals entsprechend des Eintrags in der sächsischen Denkmaldatenbank, ggf. ergänzt durch die dort nur selten veröffentlichten Erfassungstexte oder zusätzliche Informationen
- ID: Vom Landesamt für Denkmalpflege Sachsen vergebene, das Kulturdenkmal eindeutig identifizierende Objekt-Nummer. Der Link führt zum PDF-Denkmaldokument des Landesamtes für Denkmalpflege Sachsen. Bei ehemaligen Kulturdenkmalen können die Objektnummern unbekannt sein und deshalb fehlen bzw. die Links von aus der Datenbank entfernten Objektnummern ins Leere führen. Ein ggf. vorhandenes Icon  führt zu den Angaben des Kulturdenkmals bei Wikidata.